# Schwalsödter Bach
Der Schwalsödter Bach ist ein Bach in den Gemeinden Aigen-Schlägl, Oepping und Rohrbach-Berg in Oberösterreich. Er ist ein Zufluss des Krenbachs.

## Geographie

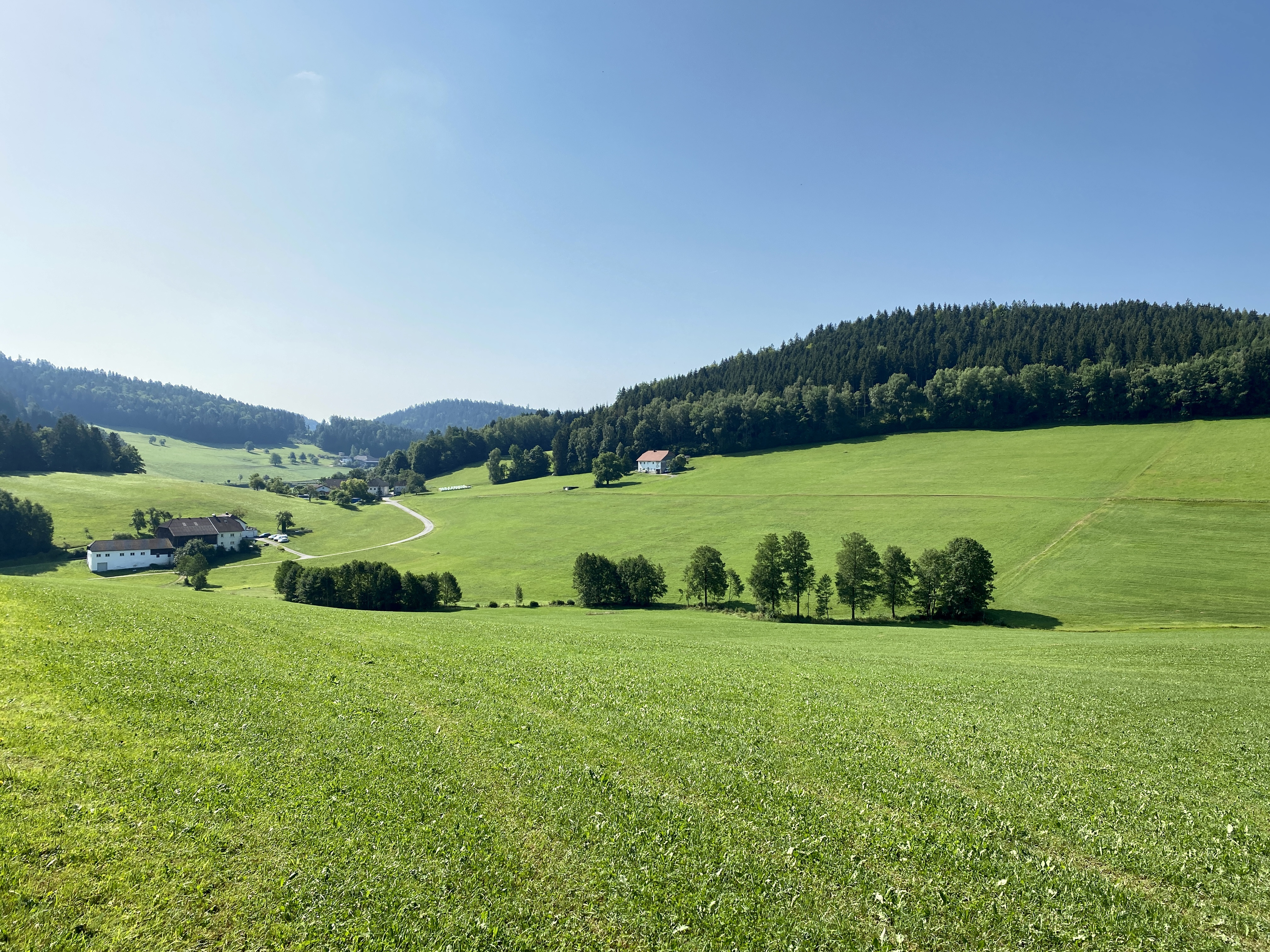
Blick ins Tal des Schwalsödter Bachs

Der Bach entspringt auf einer Höhe von 648 m ü. A. Er weist eine Länge von 2,26 km auf. Er fließt zunächst entlang der Gemeindegrenze von Aigen-Schlägl und Oepping und schließlich entlang der Gemeindegrenze von Aigen-Schlägl und Rohrbach-Berg. Er mündet bei der Neumühle auf einer Höhe von 548 m ü. A. linksseitig in den Krenbach. In seinem 2,47 km² großen Einzugsgebiet liegen die Ortschaft Sankt Wolfgang und ein Teil der namensgebenden Siedlung Schwalsödt.
Ein Streckenabschnitt des Jakobswegs Oberes Mühlviertel führt entlang des unteren Teils des Schwalsödter Bachs. Die Wanderreitroute Böhmerwald – Große Mühl quert den Bach kurz vor seiner Mündung.

## Umwelt
Im Gewässer wurde das Bachneunauge (Lampetra planeri) nachgewiesen.